# Comté de Curry (Oregon)
Pour les articles homonymes, voir Comté de Curry.
Le comté de Curry (anglais : Curry County) est un comté situé dans le sud-ouest de l'État de l'Oregon aux États-Unis. Il est nommé en l'honneur de George Law Curry, un gouverneur du Territoire de l'Oregon. Le siège du comté est Gold Beach. Selon le recensement de 2000, sa population est de 21 137 habitants.

## Géographie
Le comté a une superficie de 5 150 km², dont 4 215 km² est de terre. 

### Comtés adjacents
- Comté de Coos (nord)
- Comté de Douglas (nord-est)
- Comté de Josephine (est)
- Comté de Del Norte, Californie (sud)

### Principales villes
- Brookings
- Gold Beach
- Port Orford

### Census designated places
- Harbor
- Langlois
- Nesika Beach
- Pistol River